# 세계수의 미궁 III: 성해의 방문자
《세계수의 미궁 III: 성해의 방문자》는 아틀러스가 제작한 던전 탐험 롤플레잉 비디오 게임이다. 《세계수의 미궁》 시리즈 세 번째 작품으로 닌텐도 DS 플랫폼으로 개발돼 일본서 2010년 4월 1일 처음 출시됐다. 북미 지역에선 《에트리안 오디세이 III: 심해의 도시》라는 제목으로 2010년 9월 21일 발매됐다.
전작처럼 3D 환경에서 일인칭 시점으로 진행하며, 지정 플레이어 캐릭터가 존재하지 않아 길드 내에서 자유롭게 파티원을 생성할 수 있다. 바다를 모험할 수 있는 '항해'와 무기를 강화할 수 있는 '연장' 기능이 추가됐다.
2023년 6월, 고화질 그래픽을 포함한 개선점이 반영된 리마스터판 《세계수의 미궁 III: 성해의 방문자 HD 리마스터》가 전작 《세계수의 미궁》, 《세계수의 미궁 II》와 함께 닌텐도 스위치 및 마이크로소프트 윈도우로 발매됐다.

## 반응
《세계수의 미궁 III: 성해의 내방자》는 리뷰 애그리게이터 웹사이트 메타크리틱에서 77/100점을 기록해 "대체적으로 긍정적인 평가"를 기록했다.

## 참조

### 내용주
1. ↑  일본판 제목 《세계수의 미궁 III: 성해의 내방자》(일본어: 世界樹の迷宮III 星海の来訪者)
2. ↑  영어: Etrian Odyssey III: The Drowned City